# Jump the Gun
Jump the Gun – trzeci album studyjny duńskiego zespołu hard/ heavy rockowego Pretty Maids, w USA wydany pod nazwą Lethal Heroes. Ukazał się 20 kwietnia 1990 roku nakładem CBS. Producentem tego wydawnictwa jest znany z Deep Purple Roger Glover. Okładkę płyty utworzył Joe Petagno.

## Lista utworów
1. „Lethal Heroes” – 3:59
2. „Don't Settle For Less” – 4:06
3. „Rock The House” – 3:22
4. „Savage Heart” – 4:35
5. „Young Blood” – 4:30
6. „Headlines” – 3:53
7. „Jump The Gun” – 3:50
8. „Partners In Crime” – 3:46
9. „Attention” – 4:00
10. „Hang Tough” – 3:08
11. „Over And Out” – 3:57
12. „Dream On” – 4:23

## Twórcy
| Pretty Maids w składzie - Ronnie Atkins – śpiew - Ken Hammer – gitara - Ricky Marxs – gitara - Allan DeLong – gitara basowa - Phil Moorhead – perkusja - Alan Owen – instrumenty klawiszowe Gościnnie - Roger Glover – gitara basowa w "Hang Tough" - Ian Paice – perkusja w "Young Blood" - Freddy George Jensen – harfa w "Dream On" - Ivan Pedersen i Knud Lindhard – wokal wspierający | Personel - Roger Glover – produkcja, gitara basowa (10) - Peter Iversen – inżynieria dźwięku (Puk Studios) - Peter Mark – inżynieria dźwięku (Puk Studios, asystent) - Mike Scott – inżynieria dźwięku (The Hit Factory) - Bob Smith – inżynieria dźwięku (The Hit Factory, asystent) - Knud Lindhard – inżynieria dźwięku (Studio 1) - Henrik Nilsson – miksowanie - Lars Nissen – miksowanie (asystent) - Howie Weinberg – mastering - Ross Halfin – zdjęcia - Joe Petagno – projekt okładki |